# Stechampulle

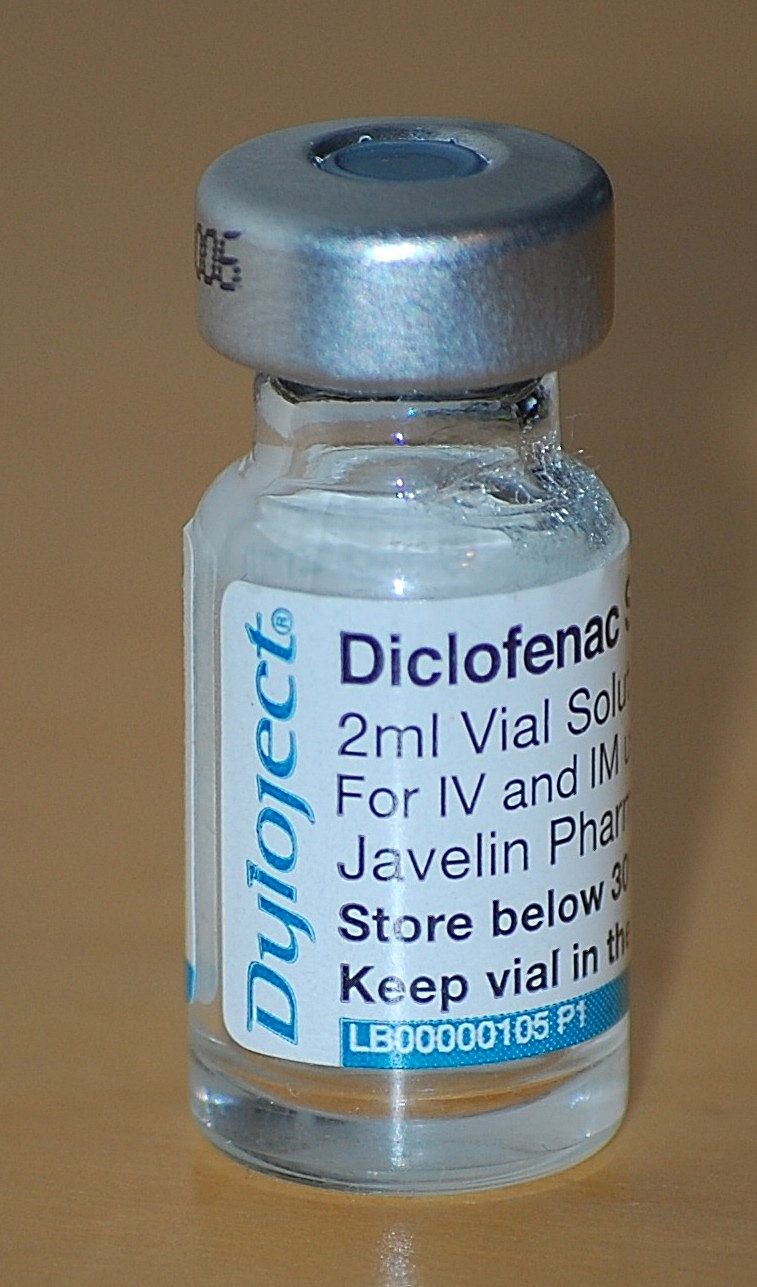
Glasvial

Stechampullen (engl. Vials, auch als Injektionsfläschchen bezeichnet) sind kleine Fläschchen, die in der Medizin und in chemischen Laboratorien für Injektionslösungen benutzt werden. Sie können als Einzeldosis- oder Mehrdosenbehältnis vorliegen. In ihnen können Lösungen oder Suspensionen sowie auch pulverförmige Arzneistoffe abgefüllt werden. Im Allgemeinen haben Stechampullen ein Fassungsvermögen zwischen 1 und 200 ml. Sie werden mit einem Gummistopfen (Injektionsstopfen) oder einer Durchstichmembran (PTFE-Septum) und einer am Flaschenhals befestigten Bördelkappe aus Aluminium verschlossen. In der Mitte hat dieser Gummistopfen die geringste Dicke; diese Stelle wird zum Ansaugen der Injektionsflüssigkeit mit der Injektionsnadel durchstochen.
Es werden auch Ampullen mit Trockensubstanz gefüllt, da einige Arzneistoffe eine zu geringe Stabilität aufweisen. Die Lösung erfolgt durch Zugabe von sterilem Wasser oder Wasser mit isotonisierendem Zusatz. Dieses ist der Packung meist in Form einer Lösungsmittelampulle beigelegt. Mit einer Injektionsnadel wird der Stopfen durchstochen und das Wasser kurz vor der Applikation zugeführt.
In der Biotechnologie sind Stechampullen in der Regel Kunststoffröhrchen mit 1–10 ml Fassungsvermögen, die unter anderem für die Inokulumproduktion im Upstream Processing und die Kryokonservierung tierischer Zellkulturen verwendet werden. Für die Erstellung von Zellbanken stellen Vials das Standardsystem dar.

## Belege
1. ↑  Inokulumproduktion im Glossar „Single-Use-Technologie von A-Z“ der DECHEMA e. V.
2. 1 2  Vials im Glossar „Single-Use-Technologie von A-Z“ der DECHEMA e. V.